# Vida Festival
El Vida Festival és un festival de música que se celebra a principis d'estiu a Vilanova i la Geltrú des de l'any 2014, en què tengué lloc la primera edició. Té la seu central a la Masia d'en Cabanyes, tot i que també es realitzen actuacions en altres espais de la ciutat. 
El festival, hereu del festival Faraday, ha cuidat especialment la seva ambientació i el seu entorn. Hi destaca una zona destinada als més petits i al públic familiar, El Niu, amb tallers, concerts i activitats. Va guanyar la II edició del Premi Fest a Millor Festival de Format Mitjà. 

## Edicions del festival
El festival es va estrenar el 2014 amb cantant estatunidenca Lana del Rey com a principal cap de cartell, juntament amb Rufus Wainwright, Yo La Tengo, M. Ward i Sílvia Pérez Cruz i Raül Fernández Miró. Altres grups presents foren Mishima, Sr. Chinarro, Joan Colomo, Joana Serrat, Pau Vallvé i The Free Fall Band.
En la seva segona edició, el 2015, el festival va comptar amb dos caps de cartell destacats, Primal Scream i The War on Drugs, acompanyats per Super Furry Animals, Andrew Bird, Father John Misty i Benjamin Clementine. També hi van participar van Nacho Vegas, Hidrogenesse, Joan Miquel Oliver, Núria Graham i Renaldo & Clara.
El 2016 els caps de cartell van ser el grup de rock alternatiu americà Wilco, acompanyats de !!! [chk chk chk], The Divine Comedy, 2MandyDJs, Kula Shaker, Manel i Unknown Mortal Orchestra. També hi actuaren Kiko Veneno, The New Raemon i Odio París, entre d'altres.
El 2017, la quarta edició del Vida va albergar Phoenix, The Flaming Lips, Devendra Banhart i Fleet Foxes com a caps de cartell, a més d'Erol Alkan, Parcels, John Talabot, Real Estate, Warpaint i The Magician com a altres artistes destacats.
El festival del 2018 l'encapçalaren Los Planetas, Calexico, Franz Ferdinand, St. Vincent, Iron & Wine i They Might Be Giants.
El 2019, la seva sisena edició comptarà amb Hot Chip, José González, Beirut, Sharon van Etten, Madness i The Charlatans com a artistes principals.
Per a la seva setena edició, al 2021, el festival comptarà amb Vetusta Morla, Parcels, Belle & Sebastian, Devendra Banhart, Alt-J, Black Pumas i Destroyer com a caps de cartell. També participaran grups o cantants com Cupido, Sen Senra i The New Raemon, entre d'altres.